# São Miguel do Iguaçu
São Miguel do Iguaçu – miasto i gmina w Brazylii, w stanie Parana. Znajduje się w mezoregionie Oeste Paranaense i mikroregionie Foz do Iguaçu.